# Серая длиннорылая акула
Серая длиннорылая акула (Rhizoprionodon oligolinx) — один из видов рода длиннорылых акул (Rhizoprionodon), семейство серых акул (Carcharhinidae). Эти акулы обитают в тропических водах Индийского и Тихого океанов между 30° с. ш . и 18° ю. ш. Встречаются на глубине до 36 м. Максимальная зарегистрированная длина 70 см. Размножаются живорождением. Питаются мелкими костистыми рыбами, головоногими и ракообразными. Представляют незначительный интерес для коммерческого промысла.

## Таксономия
Впервые вид был научно описан в 1964 году. Паратипы: особь длиной 22 см, пойманная у берегов Бангкока, Таиланд; особь длиной 26,1 см, пойманная у побережья Бомбея, Индия; самка длиной 40,7 см, пойманная в водах Явы, Индонезия; 4 неполовозрелые особи длиной 24,2—26,5 см и самец длиной 26,8 см, пойманные у побережья Кералы, Индия; неполовозрелый самец длиной 28 см, пойманный неподалёку от Пудучерри, Индия и самец длиной 48,1 см, пойманный в Сиамском заливе на глубине около 10 м.

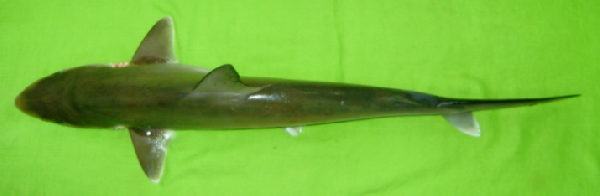
Вид сверху

## Ареал
Этот вид акул в изобилии встречается в прибрежных водах южной Азии, от Персидского залива до северной Австралии и, возможно, южной Японии. Он населяет прибрежные воды Камбоджи, Индии, Индонезии, Ирана, Малайзии, Пакистана, Палау, Сингапура, Шри-Ланки и Таиланда. Предпочитает держаться на глубине до 36 м. Этот вид очень близок к австралийской длиннорылой акуле Rhizoprionodon taylori, однако географически они разделены.

## Описание
Максимальный размер 70 см (самка). У серых длиннорылых акул тонкое туловище с длинной заострённой мордой, большие, круглые глаза с мигательной мембраной. Расстояние от кончика рыла до ноздрей составляет 3,7—4,7 % от общей длины. По углам рта на верхней и нижней челюстях имеются короткие борозды. Длина верхней губной борозды 0,3—1,3 % от общей длины. Под краями нижней челюсти, как правило, имеются 3—8 расширенных пор с каждой стороны. Количество зубных рядов составляет 21—25 на каждой челюсти. Края зубов нерегулярно зазубрены. У взрослых самцов зубы длиннее и ́уже.
Широкие, треугольные грудные плавники начинаются под третьей или четвёртой жаберной щелью. Основание первого спинного плавника начинается позади свободных кончиков грудных плавников. Основание анального плавника примерно в два раза длиннее основания второго спинного плавника. Второй спинной плавник существенно меньше первого и расположен над последней третью анального плавника. Передний край грудных плавников обычно короче длины первого спинного плавника от начала основания до свободного кончика. Гребень между спинными плавниками отсутствует. Нижняя лопасть хвостового плавника хорошо развита, на верхней лопасти вблизи кончика имеется вентральная выемка. Окраска ровная серая или серо-коричневая, у живых акул имеет бронзовый оттенок. Края плавников тусклые.

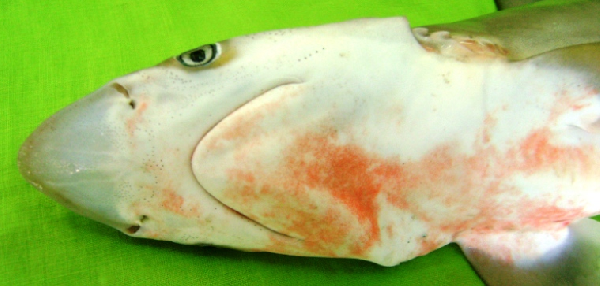
Вентральная сторона головы

## Биология
Самцы и самки серых длиннорылых акул достигают половой зрелости при длине 29—38 и 32—41 см соответственно. Подобно прочим представителям семейства серых акул, серые длиннорылые акулы являются живородящими; развивающиеся эмбрионы получают питание посредством плацентарной связи с матерью, образованной опустевшим желточным мешком. В помёте 3—5 новорождённых длиной 21—26 см. Вероятно, самки приносят потомство ежегодно. Рацион состоит из костистых рыб, головоногих и ракообразных.

## Взаимодействие с человеком
Мясо серых длиннорылых акул используют в пищу и для производства рыбной муки. Опасности для человека они не представляют. Международный союз охраны природы оценил охранный статус вида как «Вызывающий наименьшие опасения».